# Usbekischer Ligapokal
Der Usbekische Ligapokal ist ein Fußballpokalwettbewerb in Usbekistan. Der Cup wird vom usbekischen Fußballverband, der Oʻzbekiston Futbol Federatsiyasi, organisiert. Erstmals wurde der Wettbewerb 2010 ausgetragen, von 2016 bis 2018 und seit 2020 pausiert er. Rekordsieger ist mit zwei Titeln ist der FK Soʻgʻdiyona Jizzax.

## Alle Sieger seit 2010
| Jahr                               | Sieger                | Finalist             | Ergebnis              | Austragungsort                      | Zuschauer |
| ---------------------------------- | --------------------- | -------------------- | --------------------- | ----------------------------------- | --------- |
| 2010                               | Xorazm FK             | Bunyodkor Taschkent  | 2:1                   |                                     |           |
| 2011                               | FK Soʻgʻdiyona Jizzax | Lokomotiv Taschkent  | 1:1 n. V. (4:3 n. E.) |                                     |           |
| 2012                               | FK Soʻgʻdiyona Jizzax | FK Olmaliq           | 3:1 n. V.             |                                     |           |
| 2013                               | FK Olmaliq            | Paxtakor-2 Taschkent | 3:0                   |                                     |           |
| 2014                               | FK Mashʼal Muborak    | FC Obod Taschkent    | 3:1                   |                                     |           |
| 2015                               | FK Shoʻrtan Guzar     | FK Mashʼal Muborak   | 2:2 n. V. (4:2 n. E.) |                                     |           |
| keine Austragung von 2016 bis 2018 |                       |                      |                       |                                     |           |
| 2019                               | Paxtakor Taschkent    | FK Olmaliq           | 6:2                   | Paxtakor-Zentral-Stadion, Taschkent | 1.152     |
| keine Austragung seit 2020         |                       |                      |                       |                                     |           |

## Anzahl der Titel
| Verein                | Siege | Jahre      |
| --------------------- | ----- | ---------- |
| Xorazm FK             | 2     | 2011, 2012 |
| FK Soʻgʻdiyona Jizzax | 1     | 2010       |
| FK Olmaliq            | 1     | 2013       |
| FK Mashʼal Muborak    | 1     | 2014       |
| FK Shoʻrtan Guzar     | 1     | 2015       |
| Paxtakor Taschkent    | 1     | 2019       |